# Gran Premio Donetsk
El Gran Premio Donetsk (oficialmente: Grand Prix of Donetsk) es una carrera ciclista profesional ucraniana que se disputa en Donetsk y sus alrededores.
Creada en 2007 como carrera amateur por etapas, desde el 2009 pasó a ser carrera de un día formando parte del UCI Europe Tour, dentro de la categoría 1.2 (última categoría del profesionalismo).

## Palmarés
En amarillo: edición amateur.
| Año  | Ganador            | Segundo            | Tercero          |
| ---- | ------------------ | ------------------ | ---------------- |
| 2007 | Denys Kostyuk      |                    |                  |
| 2008 | Denys Kostyuk      | Yuriy Agarkov      | Dmytro Krivtsov  |
| 2009 | Mart Ojavee        | Sergey Kolesnikov  | Volodymyr Rybin  |
| 2010 | Vitaliy Popkov     | Dmitri Puzanov     | Adriano Angeloni |
| 2011 | Yuriy Agarkov      | Mykhailo Kononenko | Dmytro Kosyakov  |
| 2012 | Ilnur Zakarin      | Volodymyr Gomenyuk | Dmytro Kosyakov  |
| 2013 | Anatoliy Pakhtusov | Mykhailo Kononenko | Maxim Pokidov    |

## Palmarés por países
| País    | Victorias |
| ------- | --------- |
| Ucrania | 5         |
| Estonia | 1         |
| Rusia   | 1         |